# Караиндру, Элени
Эле́ни Караи́ндру (греч. Ελένη Καραΐνδρου, 25 ноября 1941, Фокида) — греческий композитор.

## Биография
Училась в Афинской консерватории (фортепиано, теория) и в Афинском университете (история и археология). В 1969—1974 гг. совершенствовала образование в Сорбонне (этномузыкология) и парижской Schola Cantorum (композиция). Вернувшись на родину, основала Лабораторию традиционных инструментов. С 1975 г. пишет музыку для театра и кино. Наиболее известны её работы с Тео Ангелопулосом. Сотрудничала с Марией Фарандури, Ким Кашкашьян.

## Избранная фильмография
- 1984: Путешествие на Киферу (Тео Ангелопулос)
- 1986: Пчеловод (Тео Ангелопулос)
- 1988: Пейзаж в тумане (Тео Ангелопулос)
- 1990: Возвращение (Маргарет фон Тротта)
- 1991: Прерванный шаг аиста (Тео Ангелопулос)
- 1995: Взгляд Улисса (Тео Ангелопулос)
- 1998: Вечность и один день (Тео Ангелопулос; премия МКФ в Фессалониках за лучшую музыку к фильму)
- 2001: War Photographer (Кристиан Фрай)
- 2004: Трилогия: Плачущий луг (Тео Ангелопулос: номинация на Европейскую кинопремию за лучшую музыку к фильму)
- 2007: У каждого своё кино, эпизод Три минуты (Тео Ангелопулос)
- 2008: Пыль времени (Тео Ангелопулос)
- 2009: Звуки и тишина (Норберт Видмер, Питер Гайер)
- 2015: Анклав (Горан Радованович)
- 2018: Бомба, история любви (Пейман Моаади)

## Признание
- Член жюри Венецианского МКФ (1989).
- Премия Феллини за совокупность созданного (1992).